# British Independent Film Awards 2024
Die 27. Verleihung der British Independent Film Awards (BIFA) fand am 8. Dezember 2024 im Roundhouse in London statt, nachdem es zuvor 14 Jahre im Old Billingsgate zu Gast war. Die Nominierungen wurden am 5. November 2024 von Mia McKenna-Bruce und Vivian Oparah bekanntgegeben. Am häufigsten nominiert wurde die Rap-Komödie Kneecap mit 14 Nominierungen, gefolgt von Love Lies Bleeding mit zwölf und The Outrun mit neun.
Vorab wurden am 26. November die zehn Auszeichnungen in den technischen Kategorien (Craft Categories) bekanntgegeben. Die meisten Preise erhielt Kneecap, der insgesamt sieben Mal ausgezeichnet wurde, darunter als Best British Independent Film.

## Preise und Nominierungen

### Bester britischer Independent-Film (Best British Independent Film)
Kneecap – Rich Peppiatt, Trevor Birney und Jack Tarling
- Love Lies Bleeding – Rose Glass, Weronika Tofilska, Andrea Cornwell und Oliver Kassman
- On Becoming a Guinea Fowl – Rungano Nyoni, Tim Cole, Ed Guiney und Andrew Lowe
- The Outrun – Nora Fingscheidt, Amy Liptrot, Saoirse Ronan, Sarah Brocklehurst, Dominic Norris und Jack Lowden
- Santosh – Sandhya Suri, Mike Goodridge, James Bowsher, Balthazar de Ganay und Alan McAlex

### Bester internationaler Independent-Film (Best International Independent Film)
Anora – Sean Baker, Alex Coco und Samantha Quan
- All We Imagine as Light – Payal Kapadia, Thomas Hakim und Julien Graff
- La chimera – Alice Rohrwacher, Carlo Cresto-Dina und Paolo Del Brocco
- No Other Land – Basel Adra, Basel Adra, Hamdan Ballal, Fabien Greenberg, Bård Kjøge Rønning und Rachel Szor
- Die Saat des heiligen Feigenbaums (The Seed of the Sacred Fig) – Mohammad Rasulof, Rozita Hendijanian, Amin Sadraei, Jean-Christophe Simon und Mani Tilgner

### Bester Dokumentarfilm (Best Feature Documentary)
Witches – Elizabeth Sankey, Jeremy Warmsley, Chiara Ventura und Manon Ardisson
- The Contestant – Clair Titley, Megumi Inman, Andee Ryder, Amit Dey und Ian Bonhôte
- Grand Theft Hamlet – Sam Crane, Pinny Grylls, Rebecca Wolff und Julia Ton
- Super/Man: The Christopher Reeve Story – Ian Bonhôte, Peter Ettedgui, Lizzie Gillett und Robert Ford
- Two Strangers Trying Not to Kill Each Other – Jacob Perlmutter, Manon Ouimet und Signe Byrge Sørensen

### Bester britischer Kurzfilm (Best British Short)
Wander to Wonder – Nina Gantz, Stienette Bosklopper, Simon Cartwright, Daan Bakker und Maarten Swart
- Delivery – Ben Lankester, Bophanie Lun und Joe Binks
- Housewarming – Liam White und Guy Lindley
- Meat Puppet – Eros Vlahos, Masha Thorpe und Leah Draws
- A Move – Elahe Esmaili und Hossein Behboudi Rad

### Beste Hauptrolle (Beste Lead Performance)
Marianne Jean-Baptiste – Hard Truths
- Radhika Apte – Sister Midnight
- Susan Chardy – On Becoming a Guinea Fowl
- Elliot Page – Close to You
- Saoirse Ronan – The Outrun
- Alicia Vikander – The Assessment

### Beste Nebenrolle (Beste Supporting Performance)
Franz Rogowski – Bird
- Michele Austin – Hard Truths
- Elizabeth Chisela – On Becoming a Guinea Fowl
- Barry Keoghan – Bird
- Jack O’Connell – Back to Black
- Hayley Squires – Hoard

### Beste Nachwuchsleistung (Breakthrough Performance)
Susan Chardy – On Becoming a Guinea Fowl
- Nykiya Adams – Bird
- Saura Lightfoot-Leon – Hoard
- Ruaridh Mollica – Sebastian
- Jason Patel – Unicorns

### Beste gemeinsame Hauptrolle (Best Joint Lead Performance)
Liam Óg Ó Hannaidh, Naoise Ó Cairealláin und JJ Ó Dochartaigh – Kneecap
- Joseph Quinn und Saura Lightfoot-Leon – Hoard
- Katy O’Brian und Kristen Stewart – Love Lies Bleeding
- Jason Patel und Ben Hardy – Unicorns

### Beste Regie (Best Director)
Rungano Nyoni – On Becoming a Guinea Fowl
- Andrea Arnold – Bird
- Nora Fingscheidt – The Outrun
- Rose Glass – Love Lies Bleeding
- Rich Peppiatt – Kneecap

### Douglas Hickox Award – Bester Nachwuchsregisseur (Best Debut Director)
Christopher Andrews – Bring Them Down
- Luna Carmoon – Hoard
- James Krishna Floyd – Unicorns (Co-Regie: Sally El Hosaini)
- Karan Kandhari – Sister Midnight
- Rich Peppiatt – Kneecap

### Bestes Drehbuch (Best Screenplay)
Sandhya Suri – Santosh
- Nora Fingscheidt und Amy Liptrot – The Outrun
- Rose Glass und Weronika Tofilska – Love Lies Bleeding
- Rungano Nyoni – On Becoming a Guinea Fowl
- Rich Peppiatt – Kneecap

### Bestes Drehbuchdebüt (Best Debut Screenwriter)
Rich Peppiatt – Kneecap
- James Krishna Floyd – Unicorns
- Karan Kandhari – Sister Midnight
- Sandhya Suri – Santosh
- Mrs. & Mr. Dave Thomas – The Assessment

### Bester Nachwuchsproduzent (Breakthrough Producer)
Balthazar De Ganay und James Bowsher – Santosh
- Hollie Bryan und Lucy Meer – The Ceremony
- Jacob Swan Hyam – Bring Them Down
- Ben Toye – Treading Water
- Rebecca Wolff – Grand Theft Hamlet

### The Raindance Maverick Award
Grand Theft Hamlet – Sam Crane, Pinny Grylls, Rebecca Wolff und Julia Ton
- The Ceremony – Jack King, Hollie Bryan und Lucy Meer
- Restless – Jed Hart und Benedict Turnbull
- Satu – The Year of the Rabbit – Joshua Trigg
- Witches – Elizabeth Sankey, Jeremy Warmsley, Chiara Ventura und Manon Ardisson

### Bestes Casting (Best Casting)
Carla Stronge – Kneecap
- Heather Basten – Hoard
- Isabella Odoffin – On Becoming a Guinea Fowl
- Lucy Pardee – Bird
- Mary Vernieu und Lindsay Graham Ahanonu – Love Lies Bleeding

### Beste Kamera (Best Cinematography)
Ben Fordesman – Love Lies Bleeding
- Paweł Edelman – Die Fotografin (Lee)
- Rob Hardy – Civil War
- Yunus Roy Imer – The Outrun
- Ryan Kernaghan – Kneecap

### Bestes Kostümdesign (Best Costume Design)
Michael O’Connor – Firebrand
- Zjena Glamocanin – Kneecap
- Meghan Kasperlik – Civil War
- Olga Mill – Love Lies Bleeding
- Nirage Mirage – Unicorns

### Bester Schnitt (Best Editing)
Julian Ulrichs und Chris Gill – Kneecap
- Stephan Bechinger – The Outrun
- Joe Bini – Bird
- Margarida Cartaxo und Stuart Davidson – Made in England: The Films of Powell and Pressburger
- Jake Roberts – Civil War

### Beste Effekte (Best Effects)
David Simpson – Civil War
- James Allen – Love Lies Bleeding
- Glen McGuigan und Ingo Putze – Die Fotografin (Lee)

### Bestes Make-up und Hair Design (Best Make-Up & Hair Design)
Lisa Mustafa – Unicorns
- Megan Daum und Frieda Valenzuela – Love Lies Bleeding
- Peta Dunstall – Back to Black
- Kat Morgan – The Outrun
- Jenny Shircore – Firebrand

### Beste Ausstattung (Best Production Design)
Jan Houllevigue – The Assessment
- Bobbie Cousins – Hoard
- Katie Hickman – Love Lies Bleeding
- Caty Maxey – Civil War
- Nicola Moroney – Kneecap

### Beste Filmmusik (Best Music)
Michael J Asante – Kneecap
- Burial – Bird
- Stuart Earl – Unicorns
- John Gürtler und Jan Miserre – The Outrun
- Clint Mansell – Love Lies Bleeding

### Bester Ton (Best Sound)
Glenn Freemantle, Mary H. Ellis und Howard Bargroff – Civil War
- Louise Burton, Brendan Rehill, Aza Hand und Simon Kerr – Kneecap
- Paul Davies, Andrew Stirk, Linda Forsén, Rose Bladh und Tim Burns – Love Lies Bleeding
- Dominik Leube, Oscar Stiebitz, Jonathan Schorr und Gregor Bonse – The Outrun
- Mike Prestwood Smith, Csaba Major und Jimmy Boyle – Die Fotografin (Lee)

### Best Music Supervision
Gary Welch und Jeanette Rehnstrom – Kneecap
- Iain Cooke und Giles Martin – Back to Black
- Kle Savidge – Sister Midnight

### Best Debut Director – Feature Documentary
Pinny Grylls und Sam Crane – Grand Theft Hamlet
- Manon Ouimet und Jacob Perlmutter – Two Strangers Trying Not to Kill Each Other
- Rachel Ramsay – Copa 71
- Clair Titley – The Contestant

### Bestes Schauspielensemble (Best Ensemble Performance)
Kleine schmutzige Briefe (Wicked Little Letters) – Jessie Buckley, Olivia Colman, Anjana Vasan, Joanna Scanlan, Gemma Jones, Timothy Spall, Eileen Atkins, Malachi Kirby, Lolly Adefope, Hugh Skinner

### Richard Harris Award
Sophie Okonedo, britische Schauspielerin